# Jamides celeno
Jamides celeno is een vlindersoort uit de familie van de Lycaenidae (Kleine pages, vuurvlinders en blauwtjes). De wetenschappelijke naam van de soort is voor het eerst gepubliceerd door Pieter Cramer in 1775.
De vlinder heeft een spanwijdte van 3 tot 3,5 cm. De bovenzijde van de vleugels is zeer blek blauwwit met een bruine vleugelrand. Deze rand is bij het vrouwtje veel breder dan bij het mannetje. De onderzijde is lichtbruin met witte dwarslijnen. Aan de achterkant van de achtervleugel bevindt zich een met oranje afgezette oogvlek. Hier heeft de vleugel een staartje. De vlinder kent seizoensdimorfie, in het natte seizoen is de kleuring wat donkerder dan in het droge seizoen.
De rups gebruikt Pongamia pinnata, Pongamia glabra, Saraca asoca, Butea monosperma, Abrus precatorius, Atylosia albicans, Saraca indica en Abrus pecatorius als waardplanten.
De soort komt voor in het Oriëntaals gebied.